# Revolta de la Stonewall

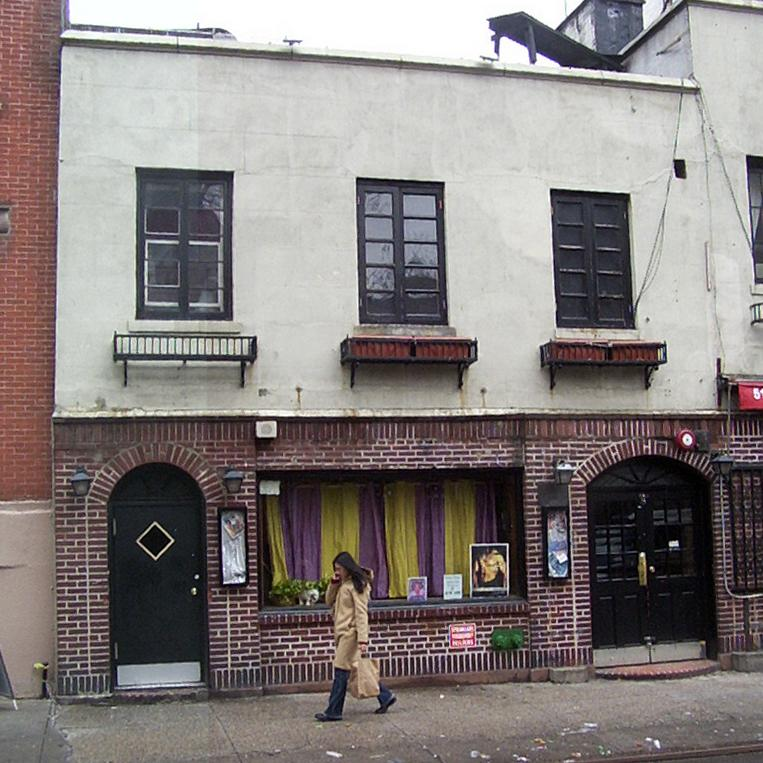
Stonewall Inn, barul gay unde a încept răscoala. Astăzi, clădirea face parte din patrimoniul național pentru seminificația sa istorică pentru comunitatea LGBT.

Revolta de la Stonewall (în engleză Stonewall riots; cunoscută și ca: Rebeliunea de la Stonewall) se referă la incidentele violente petrecute în 27-28 iunie 1969 între poliția din New York și comunitatea LGBT, acest eveniment fiind reprezentat deseori ca și începutul luptei pentru drepturile LGBT. În seara de 27 iunie, poliția a efectuat un raid asupra clubului gay Stonewall Inn, din Greenwich Village, polițiștii arestând și agresând diverși clienți ai barului. Acest raid a produs o revoltă din partea clienților, care pentru prima dată au rezistat arestului. În cursul nopții de 27-28 iunie, peste 2000 de membri LGBT (persoane lesbiene, gay, bisexuale și transgender) și suporterii lor s-au revoltat în stradă împotriva a aproximativ 400 de polițiști. În următoarele nopți, răscoala a continuat, cu sute de persoane gay, lesbiene, bisexuale și transgen revoltându-se împotriva discriminării din partea poliției și incriminarea homosexualității.
O săptămână mai târziu, Răscoala Stonewall a cauzat un marș de protest al comunităților homosexuale de pe teritoriul Americii. A fost primul marș al comunității gay americane în care aceștia au cerut dezincriminarea homosexualității și acordarea de drepturi egale cu ale celorlalți cetățeni. În același timp, zeci de mii de homosexuali îmbrățișează afirmarea identității gay - coming out of the closet - în fața prietenilor, familiei și a lumii întregi ca pe o strategie politică și privată de emancipare. Perioada aceasta reprezintă atât începutul ideologiei liberale a drepturilor egale pentru minoritatea LGBT, adoptată de majoritatea organizațiilor gay înființate în anii '70 și '80 (Lambda Legal, Human Rights Campaign, Lesbian and Gay Task Force, GLAD, GLAAD, etc.)
Stonewall rămâne în istorie ca un punct de referință în lupta comunităților gay pentru obținerea recunoașterii oficiale a drepturilor civile. Marșul a avut rezultate îmbucurătoare pentru comunitățile gay locale: deschiderea de noi locuri de întâlnire, o discriminare diminuată, și cel mai important, au rămas cu tradiția ca în fiecare an să se organizeze un astfel de marș de solidaritate (numit în general „gay pride”) pentru a atrage atenția asupra problemelor cu care se confruntă persoanele LGBT. Aceste marșuri se țin astăzi nu numai în New York, dar prin toată lumea, în general în luna iunie, pentru a comemora răscoala Stonewall. Cu timpul, aceste măsuri au evoluat în paradele strălucitoare și fabuloase de azi, care sărbătoresc libertatea fiecăruia de a se exprima liber și de a-și iubi partenerul cu consimțământul acestuia.